# Anapidae

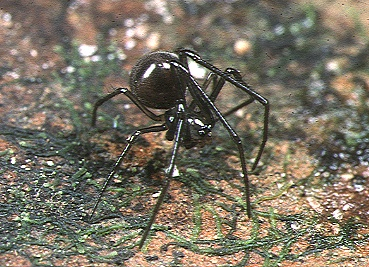
Conoculus lyugadinus (macho).

Anapidae é uma família de aranhas com pelo menos 145 espécies descritas, agrupadas em 35 géneros. As espécies integradas nesta família são de tamanho diminuto, com menos de 2 mm de comprimento corporal. Em algumas espécies, tais como Pseudanapis parocula, os pedipalpos da fêmea estão reduzidos a tocos coxais.

## Descrição
As espécies da família Anapidae vivem maioritariamente na manta morta e nos musgos das florestas tropicais. Muitas espécies constróem teias orbiculares com menos de 3 cm de diâmetro.
A maioria dos géneros tem distribuição natural restrita à Nova Zelândia, Austrália e ao sul da África, embora algumas espécies se encontrem na Ásia (Japão, China e Coreia). Apenas a espécie Comaroma simoni e as três espécies do género Zangherella ocorrem na Europa. As espécies Gertschanapis shantzi e Comaroma mendocino ocorrem na América do Norte.
Alguns autores incluem a família Micropholcommatidae nesta família.

## Taxonomia
A família Anapidae inclui os seguintes géneros:
- Anapis Simon, 1895 — América Central e América do Sul
- Anapisona Gertsch, 1941 — América Central e América do Sul
- Caledanapis Platnick & Forster, 1989 — Nova Caledónia
- Chasmocephalon O. P-Cambridge, 1889 — Austrália
- Comaroma Bertkau, 1889 — Europa, EUA, China, Coreia, Japão
- Conculus Komatsu, 1940 — Nova Guiné, Coreia, Japão
- Crassanapis Platnick & Forster, 1989 — Chile, Argentina
- Crozetulus Hickman, 1939 — África
- Dippenaaria Wunderlich, 1995 — África do Sul
- Elanapis Platnick & Forster, 1989 — Chile
- Enielkenie Ono, 2007 — Taiwan
- Forsteriola Brignoli, 1981 — África
- Gertschanapis Platnick & Forster, 1990 — EUA
- Hickmanapis Platnick & Forster, 1989 — Tasmânia
- Mandanapis Platnick & Forster, 1989 — Nova Caledónia
- Maxanapis Platnick & Forster, 1989 — Austrália
- Metanapis Brignoli, 1981 — Africa, Nepal
- Minanapis Platnick & Forster, 1989 — Chile, Argentina
- Montanapis Platnick & Forster, 1989 — Nova Caledónia
- Nortanapis Platnick & Forster, 1989 — Austrália
- Novanapis Platnick & Forster, 1989 — Nova Zelândia
- Octanapis Platnick & Forster, 1989 — Austrália
- Paranapis Platnick & Forster, 1989 — Nova Zelândia
- Pecanapis Platnick & Forster, 1989 — Chile
- Pseudanapis Simon, 1905 — América Central e do Sul, África, Sul Ásia, Nova Guiné, Hong Kong
- Queenslanapis Platnick & Forster, 1989 — Austrália
- Risdonius Hickman, 1939 — Austrália
- Sheranapis Platnick & Forster, 1989 — Chile
- Sinanapis Wunderlich & Song, 1995 — China
- Sofanapis Platnick & Forster, 1989 — Chile
- Spinanapis Platnick & Forster, 1989 — Austrália
- Tasmanapis Platnick & Forster, 1989 — Tasmânia
- Victanapis Platnick & Forster, 1989 — Austrália
- Zangherella Caporiacco, 1949 — Mediterrâneo
- Zealanapis Platnick & Forster, 1989 — Nova Zelândia